# Vengeance (zespół muzyczny)
Vengeance – holenderska grupa heavymetalowa założona w 1983 roku. Arjen Anthony Lucassen, twórca projektu Ayreon grał w tym zespole od początku, aż do 1992 roku, gdy opuścił zespół planując solową karierę. 

## Skład zespołu

### Obecni członkowie
- Leon Goewie – śpiew
- Timo Somers – gitara, wokal wspierający
- Jan Somers - gitara
- Emile Marcelis – gitara basowa
- John Emmen – perkusja

### Byli członkowie
- Ian Parry – śpiew
- Arjen Anthony Lucassen - gitara
- Oscar Hollmann – gitara
- Peer Verschuren - gitara
- Peter Bourbon - gitara
- Len Ruygrock - gitara
- Jan Bijlsma – gitara basowa
- Barend Courbois - gitara basowa
- Roland Bakker – keyboard
- Paul Thissen – perkusja
- Matt Oligschlager – perkusja
- John Snels - perkusja
- Hans in 't Zandt - perkusja
- Erik Stout - perkusja

## Dyskografia

### Albumy studyjne
- Vengeance (1984)
- We have Ways to make you rock (1986)
- Take it or leave it (1987)
- Arabia (1989)
- The last of the fallen Heroes (1994)
- Back from Flight 19' (1997)
- Back in the Ring (2006)
- Same/Same ... But Different (Alive) (2007)
- Soul Collector (2009)

### Kompilacje
- The last Teardrop '84-'92 (1992)
- Rock'n Roll Shower '84-'98 (1998)
- Wings of an arrow (2000)

### Minialbumy
- Only the Wind EP (1986)
- Rock N Roll Shower EP (1987)
- If lovin' you is wrong EP (1989)

### Single
- Prisoners of the Night (1984)
- You took me by surprise (1985)
- May Heaven strike me down (1986)
- Only the Wind / Deathride to Glory (1986)
- Rock 'n' roll shower / Code of honour (1987)
- Looks like a Winner (1987)
- Ain't gonna take you Home (1987)
- Arabia (1989)
- As the last Teardrop falls (1992)
- Planet Zilch (1997)
- Crazy Horses (1998)